# Fosforamidat
Fosforamidat je fosfat koji ima NR2 umesto OH grupe. Struktura fosforamidne kiseline (fosforamidata), (HO)2PONH2, je navedena u PubChem.

Fosforodiamidat je fosfat kod koga su dve OH grupe supstituisane sa NR2 grupama.

## Primeri
Dva primera prirodnih fosforamidata su fosfokreatin i fosporamidat formiran kad se ostatak histidina u histidinskim kinazama fosforilizuje.
Primer fosforodiamidata je morfolino, koji se koristi u molekularnoj biologiji.